# Vittorico e Fusciano
Vittorico e Fusciano sono due martiri cristiani del III secolo, uccisi in Gallia sotto l'impero di Massimiano. Il loro culto come santi risale almeno al VI secolo, quando venne eretta un'abbazia sul luogo del loro martirio.
Secondo una passio tarda (VIII secolo) e leggendaria, erano missionari e giunsero da Roma nelle Gallie assieme a san Dionigi: recatisi ad Amiens per incontrare san Quintino, furono arrestati, fatti torturare e messi a morte dal governatore Rizio Varo.
I loro corpi vennero rinvenuti nel VI secolo da san Lupicino e sulla loro tomba Childeberto I fece erigere una basilica; l'abate Ebrulfo, con l'aiuto di Fredegonda, vi fondò il monastero di Saint-Fuscien-en-Bois.
Il loro elogio si legge nel Martirologio romano all'11 dicembre: